# ミリオンアーサーシリーズ
ミリオンアーサーシリーズ（Million Arthur Series）は、スクウェア・エニックスによる「ミリオンアーサー」のタイトルを冠したコンピュータゲームのシリーズ作品、ならびにそれらを原作としたメディアミックス作品群。
2012年にリリースされたオンラインカードバトルRPG『拡散性ミリオンアーサー』を第1作として、以降様々なゲームジャンルや媒体でシリーズおよび関連作品が展開されている。

## ゲームタイトル
拡散性ミリオンアーサー (Kaku-San-Sei Million Arthur)
2012年4月9日にiOS版のサービスを開始、以降Android版、PlayStation Vita版、3DS版、Amazon（Kindle Fire）版などの媒体でも配信し、海外でも展開。Amazon（Kindle Fire）版のみ『拡散性ミリオンアーサーA』のタイトルでの配信となっている。後にスマートフォン版が2015年3月30日にサービス終了し、他のプラットフォームでの配信も順次終了。PlayStation Vita版が2017年4月28日にサービスが終了した事で全てのプラットフォームでの配信が終了した。

唯一性ミリオンアーサー (Yui-Itsu-Sei Million Arthur)
2013年7月25日より、dゲームにてスマートフォン向けに提供。1人のアーサー王と、ジョブを切り替えて戦う4人の女騎士（ランスロット、マビノギオン、ガウェイン、トリスタン）が外敵の大陸へ進行していく「ハーレムRPG」としていた。2014年10月31日をもってサービスを終了。

デッキメイクミリオンアーサー (Deck Make Million Arthur)
開発中止タイトル。2014年内にスマートフォン向けに配信を予定していたが、「ゲーム性が『乖離性ミリオンアーサー』と近いものになってしまった」として、同年12月に開発中止となった。
ブリテンと敵対する外敵の一種である「帝国」の機関によって、ブリテンの100万人のアーサーに対抗する100万人の人造英雄「ジークフリード」を量産する「英傑計画」のための9人の英雄試験体(ブルーダー)の1人「ゼクス・ジークフリード」を主人公に据えており、開発中止で未実装となった設定は『乖離性』の3Dボスや『アルカナブラッド』内のプレイアブルキャラ「ゼクス・ジークフリード」として受け継がれ実装された。本作品の主題歌でもあった「My-Les」(歌・作詞：KOTOKO / 作曲・編曲：齋藤真也)は後に『アルカナブラッド』のゲーム内BGMとして使用された。

乖離性ミリオンアーサー (Kai-ri-Sei Million Arthur)
『拡散性』の事実上の後継タイトルとして2014年11月19日にiOS/Android向けに配信を開始。ジャンルはキャラクターコマンドRPG。2020年9月30日にサービスを終了したが、引き続き一部機能が利用可能なオフライン版の提供を予定している旨の告知がされていた。
本作をVRで体感できるVRキャラクターコマンドRPGとして『乖離性ミリオンアーサーVR』も発売されており、2017年5月25日にSteam版、2017年9月28日にPlayStation VR版がPlayStation Storeで配信された。

ミリオンアーサー エクスタシス (Million Arthur Extasis)
2015年3月26日にGREEで、2015年9月29日にMobageで、2016年3月31日にはdゲームで配信開始。開発担当はグリフォン。利用制限により18歳未満のプレイ禁止となっており、シナリオはエクスタシスの独自路線を取る。2020年9月30日にサービス終了。

ミリオンアーサー アルカナブラッド (Million Arthur Arcana Blood)
2017年11月21日より稼働を開始したシリーズ初のアーケード用タイトルで、タイトーのNESiCAxLive2システムによる配信。ジャンルは2D対戦格闘ゲーム。開発担当はエクサム。
現代から本作の世界のブリテンにやってきてしまったアーサー達が登場し、他のミリオンアーサー同様に他の作品からのコラボキャラも登場。また、『SNKヒロインズ Tag Team Frenzy』にはアルカナブラッドからのコラボキャラとして盗賊アーサーが参戦している。
2018年11月29日にPlayStation 4版が発売されたほか、2019年6月21日にはSteam版が発売された。

交響性ミリオンアーサー (KOU-KYOU-SEI MILLION ARTHUR)
2018年2月6日に発表されたミリオンアーサーの新規プロジェクトタイトル。ジャンルは爽快キャラハントアクションRPG。2018年10月4日サービス開始。2020年5月12日をもってサービスを終了。
『拡散性』や『乖離性』の数百年先の未来のブリテンを舞台とする。シナリオの繋がりとしては同時に発表された『叛逆性』と相互に関連性を持ち、『乖離性』にも本作のキャラクターが登場していた。

叛逆性ミリオンアーサー (HAN-GYAKU-SEI MILLION ARTHUR)
『交響性』と同時発表された新規タイトルで、ジャンルはアニメオンラインRPG（MMORPG）。中国で先行配信されたのち、日本国内では2018年11月29日にサービス開始。同年10月よりテレビアニメ化され2クールで放送。2019年9月30日にサービスを終了。
『拡散性』や『乖離性』と同じ時間軸設定のブリテンを舞台とする。シナリオの繋がりとしては同時に発表された『交響性』と相互に関連性を持ち、『乖離性』にも本作のキャラクターが登場していた。

## メディアミックス

### テレビドラマ
実在性ミリオンアーサー (Jitsuzai-Sei Million Arthur)
2014年10月3日から2015年3月28日まで放送されていた「拡散性ミリオンアーサーの世界が実在したら？！」をコンセプトに制作されたドラマバラエティ番組。全25話。

### テレビアニメ
Webアニメ 弱酸性ミリオンアーサー
2015年11月20日から2017年1月11日まで4クールに渡って配信されたWEBショートアニメ。後に2018年3月22日より5クール目が配信され、2018年10月から放送される『叛逆性ミリオンアーサー』のアニメ化と共に6クール目、2019年4月には『叛逆性』のアニメ第2シーズンに合わせて7クール目をそれぞれCパートとして放送。番外編を除き未放送の最終回エピソード（後述）を含めて全84話。

テレビアニメ 叛逆性ミリオンアーサー
『叛逆性ミリオンアーサー』のテレビアニメ化として2018年10月から12月にかけて第1シーズン、2019年4月から6月まで第2シーズンが分割2クールで放送。Cパートは弱酸性ミリオンアーサーが放送された。全24話だが、24話のみテレビ未放送のため、弱酸性ミリオンアーサーの未放送エピソードも含めてBlu-rayに収録される形となっている。

## 関連コンテンツ

### パチスロ
回胴性ミリオンアーサー (Kai-Dou-Sei Million Arthur)
ユニバーサルエンターテインメントのミズホブランドにて2017年9月4日より稼働を開始したパチスロ機。

### NFTコンテンツ
資産性ミリオンアーサー (Shi-San-Sei Million Arthur)
double jump.tokyoとの共同開発による、デジタルシールを用いたNFTコンテンツ。『弱酸性ミリオンアーサー』と紐付けられた作品であり、キャラクターデザインも同じくちょぼらうにょぽみが担当する。
2021年10月14日よりシールの販売を開始し、2023年4月20日にはシールを用いたゲームコンテンツ「シール研究所」のサービスを開始した。2024年5月31日、「シール研究所」のサービスを終了、およびNFTシールの販売を終了。
2024年6月1日より配信・運営元がdouble jump.tokyoからスクウェア・エニックスへ移管された。
2024年10月15日をもってサービスを終了。なお、サービス終了後もDOSI上におけるNFTシールの取引は可能としている。